# Període històric
La història de la humanitat s'ha dividit, convencionalment, en períodes històrics. Les dates poden variar depenent dels historiadors, i en tot cas mai són talls perfectament definibles en el temps sinó que dilueixen els seus inicis i acabaments en els períodes anterior i posterior.

## Períodes de la història universal
La historiografia anglesa és força flexible en aquest tema. La que tradicionalment és més freqüentment acceptada està vinculada a la historiografia francesa, que, convencionalment, divideix la història de la humanitat en els següents períodes:
1. Prehistòria: des de l'aparició dels primers homínids fins al sorgiment de l'escriptura. Se sol subdividir en dos grans subperíodes: l'Edat de pedra i l'Edat dels metalls, que inclouen, al seu torn, altres subetapes com ara el Paleolític, el Neolític, etc. L'Edat dels metalls també se sol considerar part de l'Edat antiga.

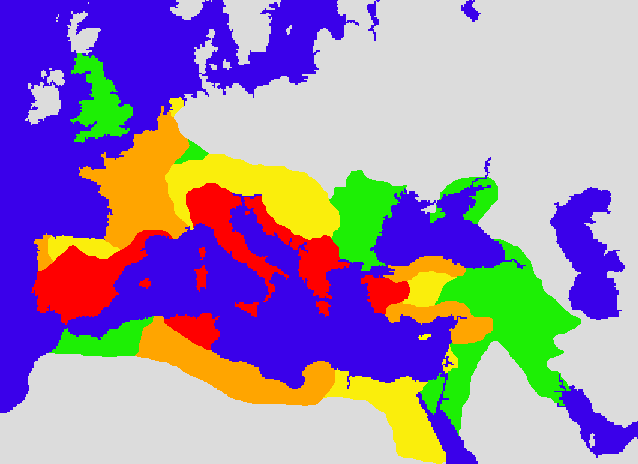
Mapa de l'Imperi Romà a l'any 133 AC (vermell), 44 AC (taronja), 14 DC (groc), i 117 DC (verd).

1. Edat antiga: des de l'aparició de la civilització i la difusió de l'escriptura, fins a la caiguda de l'Imperi Romà d'Occident l'any 476 o la intrusió islàmica a Europa vers el 711.
2. edat mitjana: des del 476 fins al descobriment d'Amèrica l'any 1492 o, segons altres fonts, fins a la caiguda de Constantinoble l'any 1453.
3. Edat moderna: des del segle xvi fins a la Revolució Francesa l'any 1789.
4. Edat contemporània: segle xix, segle xx i segle xxi.

Hi ha una segona manera de subdividir la història que, si bé no ha estat mai tan utilitzada com la suggerida per la historiografia francesa, també té força acceptació, i que es divideix en tres grans períodes o etapes:
1. Etapa preagrària: des de l'aparició dels primers homínids fins al descobriment de l'agricultura.
2. Etapa agrària: des de la descoberta de l'agricultura fins al descobriment de la màquina de vapor al segle xviii i l'esclat de la Revolució Industrial.
3. Etapa industrial: fins als nostres dies.